# Underwater (film)
Underwater è un film del 2020 diretto da William Eubank.

## Trama
Nel 2050 un impianto di trivellazione situato sul fondo della fossa delle Marianne è colpito da un forte terremoto che ne distrugge intere sezioni: gli unici membri superstiti dell'equipaggio sono l'ingegnere meccanica Norah e i ricercatori Rodrigo e Paul. Dopo aver momentaneamente arrestato il collasso, Norah si dirige con gli altri verso il locale delle capsule di salvataggio, trovandovi però solo il capitano della base Lucien a informarli che queste sono già partite. Unitisi ad altri due sopravvissuti, la biologa Emily e il suo ragazzo Liam, scoprono che è impossibile contattare la superficie e le Tian Industries, proprietarie dell'impianto. Il gruppo decide quindi di indossare delle tute pressurizzate per attraversare un miglio di fondale oceanico fino alla vicina trivella Roebuck, nella speranza di riemergere da lì prima che sia troppo tardi.
Appena calatisi sul fondale, l'elmetto difettoso di Rodrigo implode però sotto la pressione dell'acqua, uccidendolo. Durante il tragitto, il gruppo nota un vicino SOS proveniente da una delle capsule di salvataggio, che trovano distrutta e contenente il cadavere martoriato di un membro dell'equipaggio: mentre lo ispezionano, una creatura fuoriesce dal corpo e li attacca, venendo uccisa da Liam. Emily conferma che sembra trattarsi di una specie ancora sconosciuta, forse risvegliata dalle trivellazioni, quando il gruppo viene attaccato da una sua versione più grande e umanoide. Mentre fuggono verso il tunnel d'accesso a metà strada, l'impianto esplode e i detriti danneggiano il depuratore d'ossigeno della tuta di Liam. Anche il tunnel è stato danneggiato, interrompendosi e costringendoli a percorrere un breve tratto sott'acqua uno alla volta. Quando è il turno di Paul, però, questo viene ghermito e ucciso dalla creatura.
Il gruppo deve attraversare un ultimo tratto di fondale prima della Roebuck, ma è rallentato da Liam, che respira fumi tossici a causa del suo depuratore danneggiato: così facendo cadono di nuovo preda della creatura, che trascina con sé Norah e il capitano. Per salvarla dal letale cambio di pressione, quest'ultimo si sacrifica, sganciandosi da lei e facendosi esplodere con la creatura. Rimasta sola e con la tuta gravemente danneggiata, Norah arriva alla Shepard, una vecchia base abbandonata. Qui trova l'armadietto del capitano Lucien e scopre che l'uomo aveva perso sua figlia di 14 anni. Trova inoltre un vecchio modello di tuta pressurizzata e lo usa per riparare la propria e dirigersi verso la trivella. Ricongiuntasi con Emily, che sta trascinando un semi-incosciente Liam, Norah scopre che davanti all'entrata della trivella sono appollaiate decine di creature come quella che ha affrontato, addormentate. In procinto di finire l'ossigeno, provano a entrare di soppiatto attraverso, ma vengono scoperte: una delle creature fagocita Norah, che riesce però a squarciarla dall'interno con un razzo di segnalazione. Prima che le altre possano attaccarli, però, vengono richiamate da una gigantesca creatura, il quale inizia a distruggere la trivella.
I tre riescono a raggiungere il locale delle capsule di salvataggio, ma Norah scopre che solo due di esse funzionano ancora: decide quindi di cederle alla coppia, memore del suo fidanzato morto anni prima in un'immersione. Dopo aver notato che le creature stanno inseguendo le capsule e sapendo di non avere scampo, Norah decide di sacrificarsi sovraccaricando i motori principali della trivella, causando un'enorme esplosione che travolge lei, il gigante e tutte le altre creature e permette alle capsule di raggiungere la superficie.
Nei mesi seguenti all'incidente, le Tian Industries insabbiano quanto accaduto, distruggendo tutte le registrazioni dell'evento e secretando le testimonianze di Emily e Liam: la compagnia annuncia infine di essere intenzionata a procedere nuovamente con le trivellazioni sottomarine.

## Produzione
William Eubank ha diretto il film, prodotto dalla Chernin Entertainment per 20th Century Fox, a partire da una sceneggiatura scritta da Brian Duffield e revisionata da Adam Cozad. Nel febbraio del 2017, Kristen Stewart è stata annunciata come protagonista. Le riprese sono cominciate nel mese di aprile dello stesso anno e si sono tenute per due mesi a New Orleans, in Louisiana.
Il film è stato co-finanziato dalla TSG Entertainment e ha avuto un budget stimato attorno ai 50/80 milioni di dollari.
Il design dei mostri, originariamente più simili a dei calamari, è stato cambiato in fase di post-produzione dopo che sia Eubank che Andrés Muschietti si erano trovati concordi nel non ritenerlo sufficientemente spaventoso. Virando quindi verso un'atmosfera «più mistica» e vicina all'orrore cosmico descritto da H. P. Lovecraft, il regista ha deciso di sostituire anche il mostro finale (nella sceneggiatura un gigantesco behemoth simile a una balena) con Cthulhu, essendo quest'ultimo un personaggio di pubblico dominio.

## Promozione
Il trailer è stato diffuso online il 19 agosto 2019.

## Distribuzione
Il film è stato distribuito nelle sale cinematografiche statunitensi da 20th Century Fox a partire dal 10 gennaio 2020. È stato l'ultimo film distribuito sotto l'etichetta Fox prima che il nuovo proprietario di quest'ultima, la Walt Disney Company, ne cambiasse il nome in 20th Century Studios.
In Italia è stato distribuito a partire dal 30 gennaio dello stesso anno.

## Accoglienza

### Incassi
Underwater ha incassato 17,3 milioni di dollari in Canada e negli Stati Uniti e 23,6 milioni nel resto del mondo, per un totale di 40,9 milioni di dollari, non riuscendo a coprire i propri costi di produzione e risultando quindi un flop commerciale.
Nel suo primo weekend di programmazione nordamericano, dove concorreva principalmente con le espansioni delle distribuzioni de Il diritto di opporsi e di 1917 per un incasso previsto attorno agli 8 milioni di dollari, il film ne ha incassati appena 7, finendo al settimo posto. Secondo i sondaggi di CinemaScore, gli spettatori gli hanno assegnato un punteggio in media pari a "C" su una scala da A+ a F. Il weekend successivo, il film ha subito un calo del 48%, incassando 3,6 milioni (4,8 milioni contando il ponte del Martin Luther King Day) e classificandosi 11º.

### Critica
Sull'aggregatore di recensioni online Rotten Tomatoes, il film ha una percentuale di gradimento da parte della critica del 47%, basata su 198 critiche, con un voto medio di 5,2 su 10. Su Metacritic, che utilizza una media aritmetica ponderata, il film ha un punteggio di 48 su 100, basato su 37 recensioni da parte della critica, ad indicare «giudizi contrastanti o nella media».